# 499 (Film)
499 ist ein Film von Rodrigo Reyes in halb-dokumentarischer Form, der Teilnehmern des Tribeca Film Festivals ab 15. April 2020 online erstmals zur Verfügung gestellt wurde. Im Film findet sich ein Conquistador 500 Jahre nach der spanischen Eroberung in der Zukunft wieder.

## Handlung
Ein Conquistador wird an Land gespült und erwacht. Bei einem Gang über die Dünen muss er feststellen, dass er 500 Jahre nach der spanischen Eroberung in der Zukunft irgendwie in Mexiko gelandet ist. Während der Conquistador die neuen Sehenswürdigkeiten betrachtet, trifft er auf Menschen, deren Leben auf die eine oder andere Weise durch Gewalt verändert wurde, und er hört genau hin.
Er hört von einem Polizisten, der mit gerade einmal 24 Jahren starb. Ein anderer Mann hat 100 Kilogramm Kokain gestohlen, das er an die Person zurück zu verkaufen versucht, von der er es gestohlen hat. In jeder Stadt, in der er Halt macht, hört er solche Geschichten, die sich mit den Bildern und Erinnerungen seiner eigenen Vergangenheit vermischen, während er versucht, in die Hauptstadt zu gelangen.

## Produktion
Regie führte Rodrigo Reyes, der gemeinsam mit Lorena Padila auch das Drehbuch schrieb.
Eduardo San Juan Breña übernahm die Rolle des zeitreisenden Conquistador. Der Schauspieler hatte bereits 2017 in der Miniserie Conquistadores Adventum in der Hauptrolle einen spanischen Eroberer gespielt, der in den Jahren der Entdeckung Amerikas durch Kolumbus lebt. Die Menschen, auf die der Conquistador im Film trifft und deren Geschichten er hört, werden unter anderem von Jorge Sánchez, Martha González, Sixto Cabrera und Lorena Gutiérrez gespielt.
Mitte April 2020 sollte der Film im Rahmen des Tribeca Film Festivals seine Premiere feiern. Einen Monat vor Beginn des Festivals wurde dieses aufgrund der Coronavirus-Pandemie abgesagt und auf unbestimmte Zeit verschoben. Dennoch wurde der Film von 15. bis 26. April 2020, dem ursprünglichen Zeitfenster des Festivals, online zur Verfügung gestellt. Um den Zeitpunkt dieser „virtuellen Premiere“ herum wurde ein erster Trailer vorgestellt. Ende September, Anfang Oktober 2020 wurde 499 beim virtuellen Calgary International Film Festival gezeigt.

## Rezeption

### Kritiken
„Die Zukunft ist nicht der Vergangenheit verpflichtet, aber man sollte niemals die Geschichte vergessen.“

Bobby LePire von Film Threat schreibt in seiner Kritik, Regisseur Rodrigo Reyes und die Ko-Autorin Lorena Padilla hätten mit ihrem Film einen herzzerreißenden Blick auf Mexiko, seine Geschichte und seine Kultur geworfen. 499 sei ein kühner, einzigartiger Film, der in der Trauer dennoch Hoffnung finde und sich optimistisch auf die Zukunft freue, während er sich dennoch an die Sünden der Vergangenheit erinnere. Das auffälligste Element von 499 sei Alejandro Mejías Kameraarbeit, so LePire. Die Weitwinkelaufnahmen verschluckten Eduardo San Juan Breñas Figur geradezu und verdeutlichten so, dass nicht einmal er mit all seiner „Macht“ gegen Mutter Natur bestehen kann. Der Film sei wunderschön anzusehen und seine majestätischen Bilder würden in den Köpfen aller verweilen, die ihn sehen.

### Auszeichnungen
Camerimage 2020
- Nominierung für den Goldenen Frosch im Feature Documentary Films Competition[9]

Hot Docs International Documentary Festival 2020
- Auszeichnung mit dem Special Jury Prize[10]

Tribeca Film Festival 2020
- Nominierung als Bester Film im Documentary Competition
- Auszeichnung für die Beste Kamera im Documentary Competition (Alejandro Mejia)[4][11][12]